# Grand Théâtre de Varsovie
Le Grand Théâtre — Opéra National de Varsovie (en polonais : Teatr Wielki — Opera Narodowa w Warszawie) est un bâtiment qui héberge à la fois l'Opéra National (Opera Narodowa) et le Théâtre national (Teatr Narodowy) de Pologne. Édifié rue Senatorska sur l’emplacement de l’ancien quartier commercial connu sous le nom de Marywil (Ville de Marie), il fut inauguré le 24 février 1833 avec la représentation du Barbier de Séville de Rossini.
Après les bombardements et les combats de la Seconde Guerre mondiale, le bâtiment fut entièrement détruit. Le Grand théâtre fut fermé jusqu'au 19 novembre 1965, date de sa réouverture au public après sa reconstruction réalisée en respectant fidèlement les plans originaux.

## Caractéristiques
Le Grand Théâtre est composé de deux auditoriums et d'un musée :
- La grande salle (1841 places assises), baptisée « Auditorium Stanisław Moniuszko », est consacrée à l'opéra, rénovée en 2009 elle contribue à faire de l'Opéra national l'un des lieux culturels majeurs de Pologne : c’est à ce jour la plus grande scène d’opéra au monde avec une largeur totale de 36,5 mètres, une profondeur de 57,6 m et une hauteur de 34,4 mètres ;
- L'auditorium  Emil Młynarski est une petite salle annexe de 248 places qui offre un cadre plus intime, particulièrement bien adapté par exemple aux spectacles pour enfants ;
- Le musée national est situé dans l'ancienne salle de bal.

A l'entrée du Grand théâtre, s'élèvent deux statues représentant Wojciech Bogusławski (le père du Théâtre national polonais) et Stanisław Moniuszko (le père de l'Opéra national polonais).

## Histoire
Le roi Ladislas IV Vasa, qui fut un mécène des arts et de la musique, soutint de nombreux musiciens et fit construire une salle de spectacle au Palais royal de Varsovie pour y donner opéras et ballets, notamment en y invitant le compositeur italien Marco Scacchi.
Ce n'est qu'en 1825 que commence la construction d'un véritable opéra au cœur de la capitale polonaise à la place du Marieville, ancien lieu commercial entourant une grand'place et réalisé au XVIIe siècle par la volonté de la princesse Marie Casimire Louise de La Grange d'Arquien. On doit à l'architecte italien Antonio Corazzi les plans de la construction du bâtiment qui fut inauguré en 1833. Le fronton ne put être posé en raison de l'Insurrection de novembre 1830 et le projet resta en souffrance pendant près de deux siècles. Ce n'est que le 3 mai 2002 que fut inauguré par le Président Aleksander Kwaśniewski le quadrige au fronton du Grand théâtre, réalisé par l'Académie des Beaux-Arts de Varsovie.

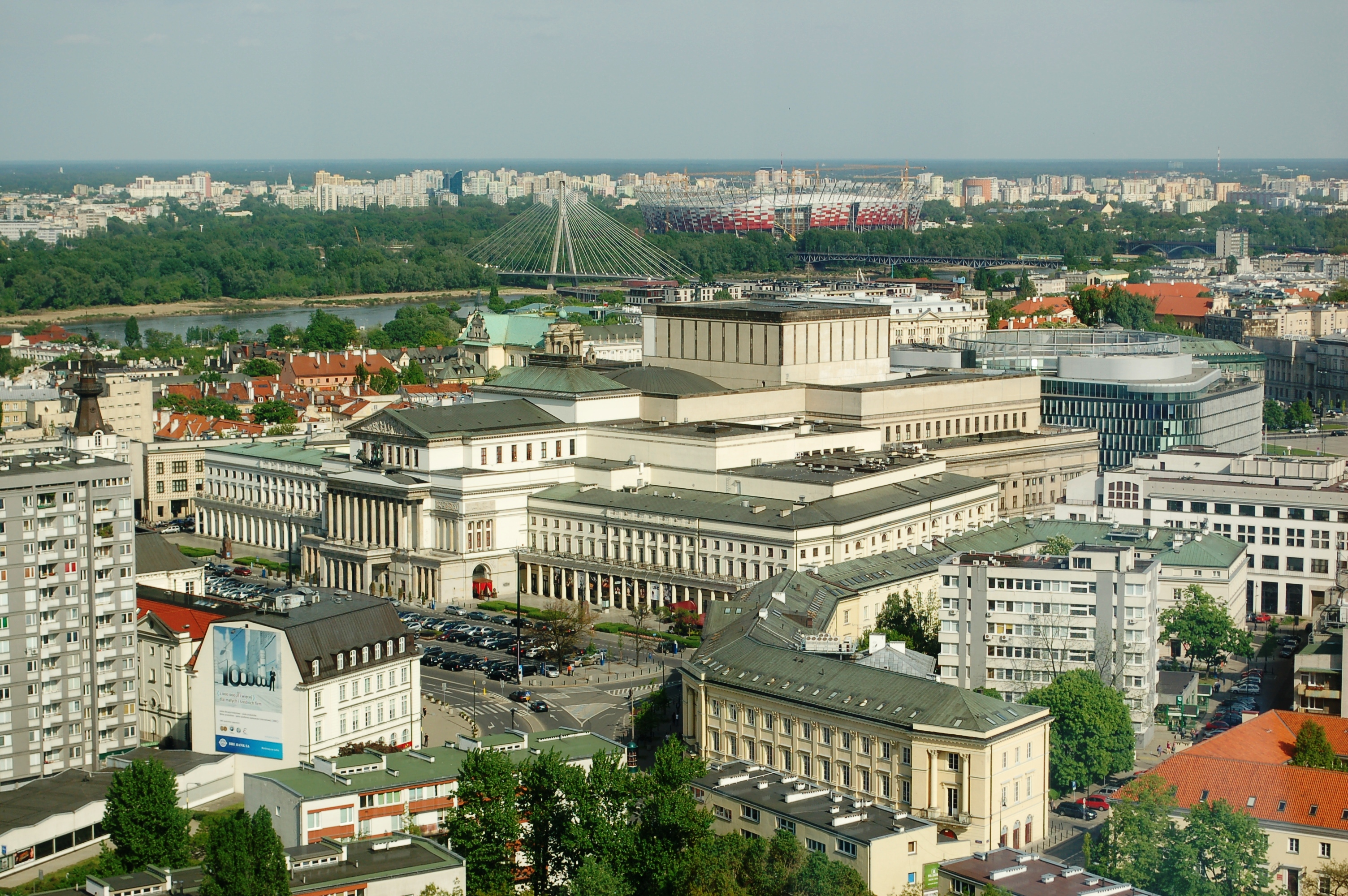
Le Grand Théâtre – Opéra national de Varsovie
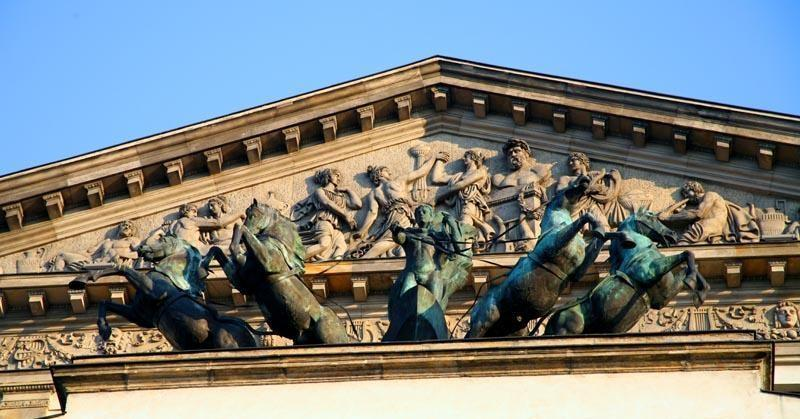
Le quadrige au fronton du Grand Théâtre
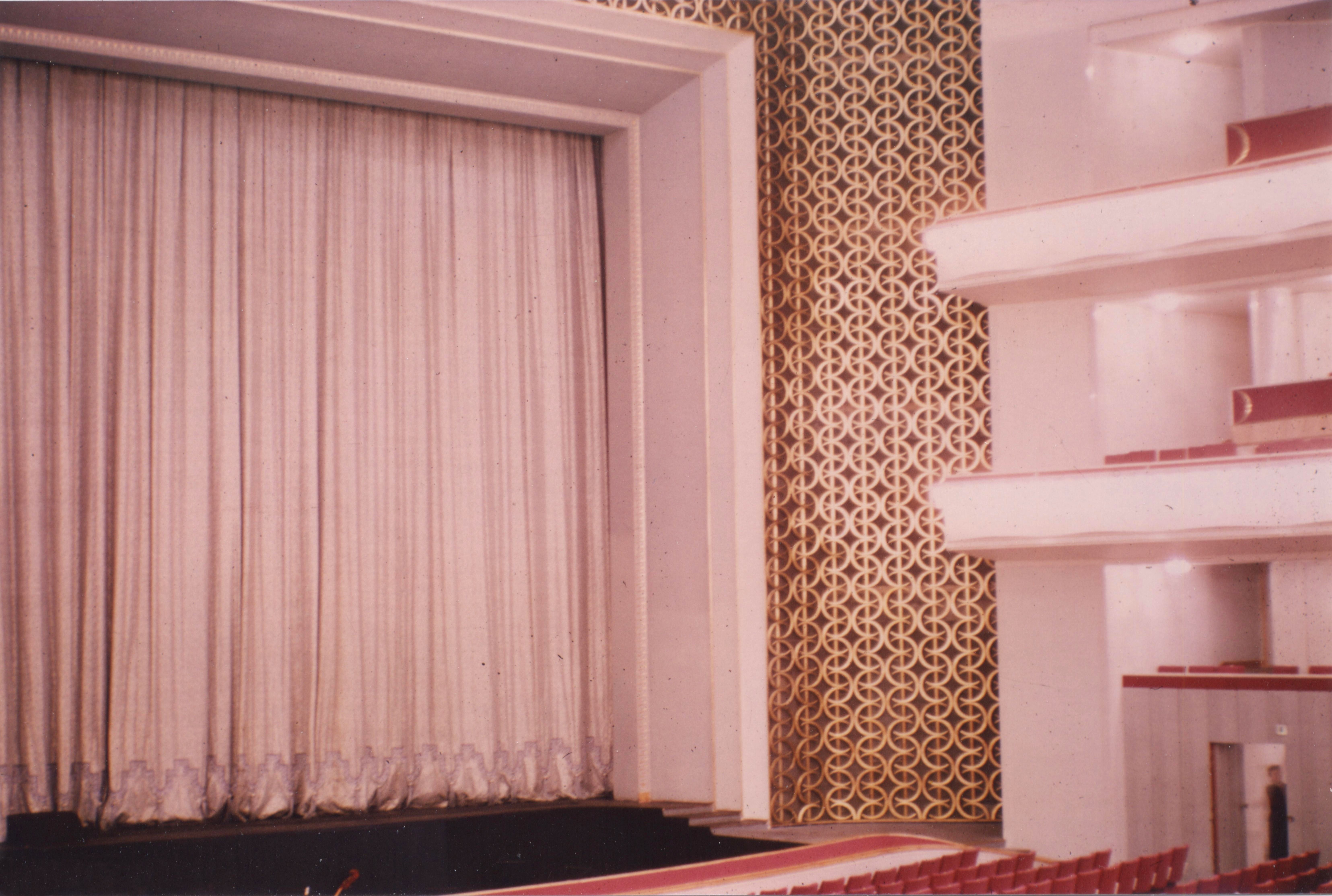
L'avant-scène de la salle Stanisław Moniuszko en 1966